# Сью Баркер
Сюзан Баркер (англ. Susan Barker) — британська тенісистка, чемпіонка Ролан-Гарросу, після завершення тенісної кар'єри відома телеведуча, офіцер Ордену Британської імперії.
Сью Баркер виграла Відкритий чемпіонат Франції 1976 року, на який чемпіонка минулого року Кріс Еверт не приїхала. Їй тоді було 20 років.
Баркер закінчила професійно грати в теніс у 1984 році й надалі працює спортивною телеведучою на BBC.

## Значні фінали

### Турніри Великого шолома

#### Одиночний розряд: 1 титул
| Результат | Рік  | Турнір      | Поверхня | Супротивниця    | Рахунок       |
| --------- | ---- | ----------- | -------- | --------------- | ------------- |
| Перемога  | 1976 | French Open | Ґрунт    | Рената Томанова | 6–2, 0–6, 6–2 |

### Підсумкові турніри року

#### Одиночний розряд: 1 фінал
| Результат | Рік  | Турір    | Поверхня  | Супротивниця | Рахунок       |
| --------- | ---- | -------- | --------- | ------------ | ------------- |
| Поразка   | 1977 | Нью-Йорк | Килим (i) | Кріс Еверт   | 6–2, 1–6, 1–6 |

#### Пари
| Результат | Рік  | Місце    | Поверхня  | Партнерка    | Супротивниці              | Рахунок            |
| --------- | ---- | -------- | --------- | ------------ | ------------------------- | ------------------ |
| Поразка   | 1979 | Нью-Йорк | Килим (i) | Енн Кійомура | Франсуаз Дюрр Бетті Стеве | 6–7(1–7), 6–7(3–7) |

## Фінали турнірів WTA

### Одиночний розряд: 31 (15–16)
| Перемога – Легенда                  |
| ----------------------------------- |
| Турніри Великого шолома (1–0)       |
| Турніри WTA Tour (0–1)              |
| Virginia Slims, Avon, Other (14–15) |

| Титули за покриттям |
| ------------------- |
| Тверде (0–1)        |
| Трава (6–6)         |
| Ґрунт (5–1)         |
| Килим (4–8)         |

| Результат | W-L   | Дата     | Турнір        | Покриття  | Опонент                | Рахунок       |
| --------- | ----- | -------- | ------------- | --------- | ---------------------- | ------------- |
| Перемога  | 1–0   | Тра 1974 | Surbiton      | Трава     | С'ю Меппін             | 6–2, 7–5      |
| Поразка   | 1–1   | Чер 1974 | Chichester    | Трава     | Пауліна Пелед          | 2–6, 2–6      |
| Перемога  | 2–1   | Лип 1974 | Swedish Open  | Ґрунт     | Марейке Схар           | 6–1, 7–5      |
| Перемога  | 3–1   | Лип 1975 | Swedish Open  | Ґрунт     | Гельга Ніссен Мастгофф | 6–4, 6–0      |
| Перемога  | 4–1   | Лип 1975 | Кіцбюель      | Ґрунт     | Пем Тігуарден          | 6–4, 6–4      |
| Поразка   | 4–2   | Лис 1975 | Paris         | Килим (i) | Вірджинія Вейд         | 1–6, 7–6, 7–9 |
| Перемога  | 5–2   | Гру 1975 | Аделаїда      | Трава     | Гельга Мастгофф        | 6–5, ret.     |
| Поразка   | 5–3   | Гру 1975 | Сідней        | Трава     | Івонн Гулагонг-Коулі   | 2–6, 4–6      |
| Перемога  | 6–3   | Січ 1975 | Auckland      | Трава     | Гельга Мастгофф        | 6–2, 6–1      |
| Поразка   | 6–4   | Тра 1976 | Bournemouth   | Ґрунт     | Гельга Мастгофф        | 7–5, 3–6, 3–6 |
| Перемога  | 7–4   | Тра 1976 | Гамбург       | Ґрунт     | Рената Томанова        | 6–3, 6–1      |
| Перемога  | 8–4   | Тра 1976 | French Open   | Ґрунт     | Рената Томанова        | 6–2, 0–6, 6–2 |
| Поразка   | 8–5   | Лис 1976 | Tokyo         | Килим (i) | Кріс Еверт             | 2–6, 6–7      |
| Поразка   | 8–6   | Гру 1976 | Melbourne     | Трава     | Маргарет Корт          | 2–6, 2–6      |
| Поразка   | 8–7   | Січ 1977 | Houston       | Килим (i) | Мартіна Навратілова    | 6–7(3–7), 5–7 |
| Поразка   | 8–8   | Січ 1977 | Minneapolis   | Килим (i) | Мартіна Навратілова    | 0–6, 1–6      |
| Поразка   | 8–9   | Лют 1977 | Detroit       | Килим (i) | Мартіна Навратілова    | 4–6, 4–6      |
| Перемога  | 9–9   | Лют 1977 | Сан-Франциско | Килим (i) | Вірджинія Вейд         | 6–3, 6–4      |
| Перемога  | 10–9  | Бер 1977 | Dallas        | Килим (i) | Террі Голледей         | 6–1, 7–6(7–4) |
| Поразка   | 10–10 | Бер 1977 | Фінал WTA     | Килим (i) | Кріс Еверт             | 6–2, 1–6, 1–6 |
| Поразка   | 10–11 | Гру 1977 | Сідней        | Трава     | Івонн Гулагонг         | 2–6, 3–6      |
| Перемога  | 11–11 | Лис 1978 | Brisbane      | Трава     | Кріс О'Ніл             | 6–1, 6–3      |
| Поразка   | 11–12 | Бер 1979 | Boston        | Килим (i) | Даянн Фромголтц        | 2–6, 6–7(4–7) |
| Поразка   | 11–13 | Бер 1979 | Carlsbad      | Тверде    | Керрі Мелвілл          | 6–7, 6–3, 2–6 |
| Перемога  | 12–13 | Чер 1979 | Manchester    | Трава     | Енн Гоббс              | 7–5, 4–6, 6–0 |
| Поразка   | 12–14 | Чер 1979 | Chichester    | Трава     | Івонн Гулагонг-Коулі   | 1–6, 4–6      |
| Перемога  | 13–14 | Вер 1979 | Pittsburgh    | Килим (i) | Рене Річардс           | 6–3, 6–1      |
| Перемога  | 14–14 | Гру 1979 | Sydney        | Трава     | Розалін Феербенк       | 6–0, 7–5      |
| Поразка   | 14–15 | Гру 1980 | Adelaide      | Трава     | Гана Мандлікова        | 1–6, 4–6      |
| Поразка   | 14–16 | Сер 1981 | Richmond      | Килим (i) | Мері-Лу Деніелс        | 4–6, 1–6      |
| Перемога  | 15–16 | Жов 1981 | Brighton      | Килим (i) | Міма Яушовець          | 4–6, 6–1, 6–1 |

### Парний розряд: 30 (12–18)
| Перемога – Легенда                  |
| ----------------------------------- |
| Турніри Великого шолома (0–0)       |
| Турніри WTA Tour (0–1)              |
| Virginia Slims, Avon, Other (12–17) |

| Титули за покриттям |
| ------------------- |
| Тверде (0–0)        |
| Трава (2–4)         |
| Ґрунт (2–4)         |
| Килим (8–10)        |

| Результат | Ранг | Дата     | Турнір             | Покриття  | Партнер              | Опоненти                            | Рахунок            |
| --------- | ---- | -------- | ------------------ | --------- | -------------------- | ----------------------------------- | ------------------ |
| Поразка   | 1.   | Тра 1975 | Рим                | Ґрунт     | Глініс Коулс         | Кріс Еверт Мартіна Навратілова      | 1–6, 2–6           |
| Перемога  | 1.   | Лип 1975 | Кіцбюель           | Ґрунт     | Пем Тігуарден        | Фйорелла Бонічеллі Ракель Хіскафре  | 6–1, 6–3           |
| Перемога  | 2.   | Гру 1975 | Adelaide           | Трава     | Мішелл Тайлер        | Кім Рудделл Дженет Янг              | 7–5, 6–3           |
| Поразка   | 2.   | Гру 1975 | Perth              | Трава     | Мішелл Тайлер        | Крістін Метісон Леслі Тернер Боурі  | 6–7, 3–6           |
| Поразка   | 3.   | Сер 1976 | Торонто            | Ґрунт     | Пем Тігуарден        | Синтія Дорнер Джанет Ньюберрі       | 7–6, 3–6, 1–6      |
| Перемога  | 3.   | Жов 1976 | Hilton Head Island | Ґрунт     | Івонн Гулагонг-Коулі | Мартіна Навратілова Вірджинія Вейд  | 4–6, 6–4, 3–6      |
| Перемога  | 4.   | Лис 1976 | Tokyo              | Килим (i) | Енн Кійомура         | Розмарі Касалс Франсуаз Дюрр        | 4–6, 6–3, 6–1      |
| Поразка   | 4.   | Січ 1977 | Houston            | Килим (i) | Енн Кійомура         | Мартіна Навратілова Бетті Стеве     | 6–4, 2–6, 1–6      |
| Поразка   | 5.   | Лют 1977 | Сан-Франциско      | Килим (i) | Енн Кійомура         | Керрі Мелвілл Грір Стівенс          | 3–6, 1–6           |
| Поразка   | 6.   | Лют 1979 | Seattle            | Килим (i) | Енн Кійомура         | Франсуаз Дюрр Бетті Стеве           | 6–7(4–7), 6–4, 4–6 |
| Поразка   | 7.   | Лют 1979 | Detroit            | Килим (i) | Енн Кійомура         | Бетті Стеве Венді Тернбулл          | 4–6, 6–7(5–7)      |
| Поразка   | 8.   | Бер 1979 | Boston             | Килим (i) | Енн Кійомура         | Керрі Рід Венді Тернбулл            | 4–6, 2–6           |
| Поразка   | 9.   | Бер 1979 | Фінал WTA          | Килим (i) | Енн Кійомура         | Франсуаз Дюрр Бетті Стеве           | 6–7, 6–7           |
| Поразка   | 10.  | Кві 1979 | Tokyo              | Килим (i) | Енн Кійомура         | Франсуаз Дюрр Бетті Стеве           | 5–7, 6–7           |
| Перемога  | 5.   | Вер 1979 | Pittsburgh         | Килим (i) | Кенді Рейнолдс       | Банні Бранінг Джейн Страттон        | 6–3, 6–2           |
| Поразка   | 11.  | Гру 1979 | Sydney             | Трава     | Пем Шрайвер          | Біллі Джин Кінг Венді Тернбулл      | 5–7, 4–6           |
| Поразка   | 12.  | Гру 1979 | Adelaide           | Трава     | Пем Шрайвер          | Гана Мандлікова Вірджинія Рузіч     | 1–6, 6–3, 2–6      |
| Перемога  | 6.   | Лют 1980 | Окленд             | Килим (i) | Енн Кійомура         | Грір Стівенс Вірджинія Вейд         | 6–0, 6–4           |
| Поразка   | 13.  | Бер 1980 | Tokyo              | Килим (i) | Енн Кійомура         | Біллі Джин Кінг Мартіна Навратілова | 5–7, 3–6           |
| Поразка   | 14.  | Гру 1980 | Adelaide           | Трава     | Шерон Волш           | Пем Шрайвер Бетті Стеве             | 4–6, 3–6           |
| Перемога  | 7.   | Лют 1981 | Houston            | Килим (i) | Енн Кійомура         | Регіна Маршикова Мері-Лу Деніелс    | 5–7, 6–3, 6–4      |
| Поразка   | 15.  | Лют 1981 | Seattle            | Килим (i) | Енн Кійомура         | Розмарі Казалс Венді Тернбулл       | 4–6, 1–6           |
| Перемога  | 8.   | Бер 1981 | Лос-Анджелес       | Килим (i) | Енн Кійомура         | Пінат Луї Гарпер Маріта Редондо     | 6–1, 4–6, 6–1      |
| Перемога  | 9.   | Тра 1981 | Tokyo              | Килим (i) | Енн Кійомура         | Барбара Поттер Шерон Волш           | 7–5, 6–2           |
| Поразка   | 16.  | Тра 1981 | Берлін             | Ґрунт     | Рената Томанова      | Розалін Феербенк Таня Гартфорд      | 3–6, 4–6           |
| Перемога  | 10.  | Чер 1981 | Surbiton           | Трава     | Енн Кійомура         | Біллі Джин Кінг Ілана Клосс         | 6–1, 6–7, 6–1      |
| Поразка   | 17.  | Сер 1981 | Indianapolis       | Ґрунт     | Пола Сміт            | Джоанн Расселл Вірджинія Рузіч      | 2–6, 2–6           |
| Перемога  | 11.  | Сер 1981 | Richmond           | Килим (i) | Енн Кійомура         | Кеті Джордан Енн Сміт               | 4–6, 7–6, 6–4      |
| Перемога  | 12.  | Січ 1982 | Cincinnati         | Килим (i) | Енн Кійомура         | Пем Шрайвер Енн Сміт                | 6–2, 7–6           |
| Поразка   | 18.  | Лют 1982 | Houston            | Килим (i) | Шерон Волш           | Kathy Йорданія Пем Шрайвер          | 6–7(6–8), 2–6      |

## Виноски
1. ↑  Collins B. The Bud Collins History of Tennis: An Authoritative Encyclopedia and Record Book — 2 — NYC: New Chapter Press, 2010. — P. 684. — ISBN 978-0-942257-70-0
2. ↑  Career Prize Money. WTA. 25 вересня 2015.

| Тенісист | Це незавершена стаття про тенісиста чи тенісистку. Ви можете допомогти проєкту, виправивши або дописавши її. |